# 소바 토마스
벤저민 소바 윌리엄 토마스(영어: Benjamin Sorba William Thomas, 1999년 1월 25일 ~ )는 웨일스의 축구 선수이다. 포지션은 윙어이며, 현재 잉글랜드 EFL 챔피언십의 블랙번 로버스에서 뛰고 있다.